# 利默斯巴赫河
50°46′16″N 7°20′51.7″E / 50.77111°N 7.347694°E

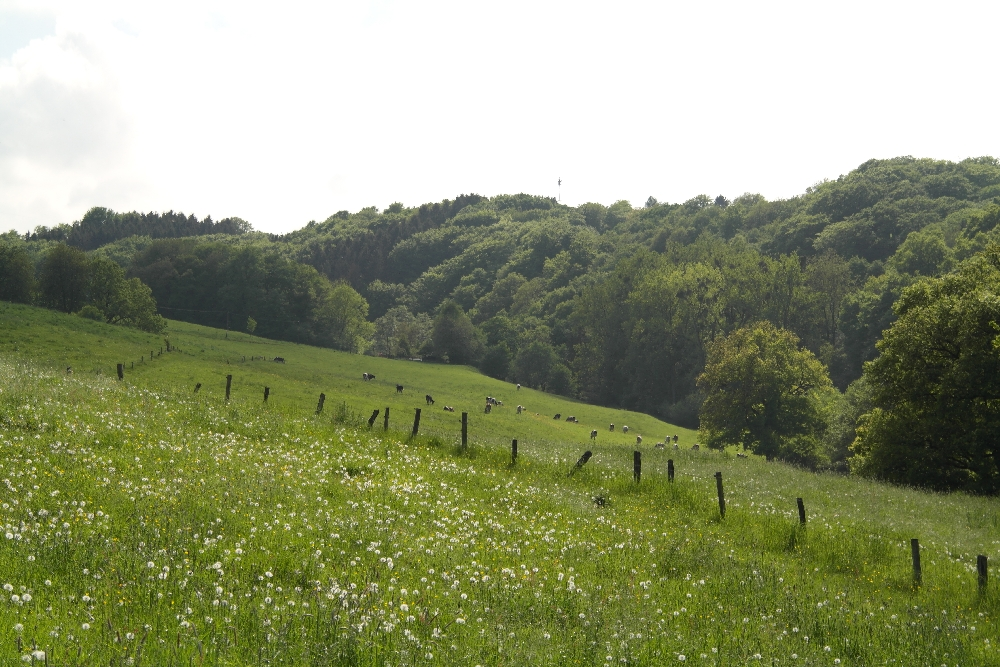

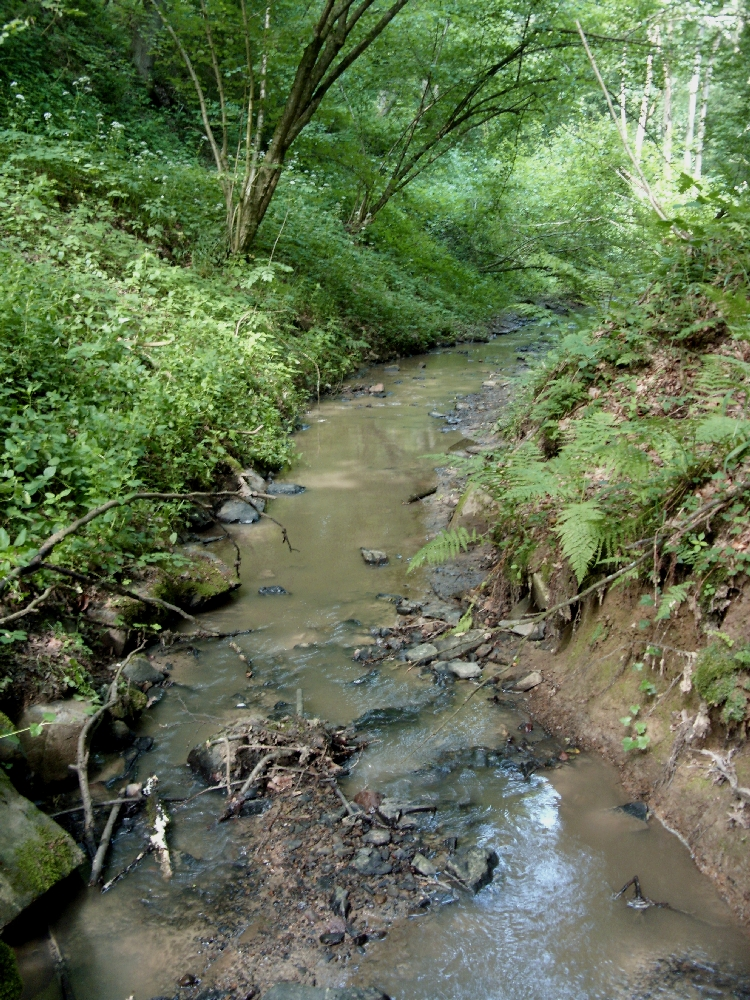

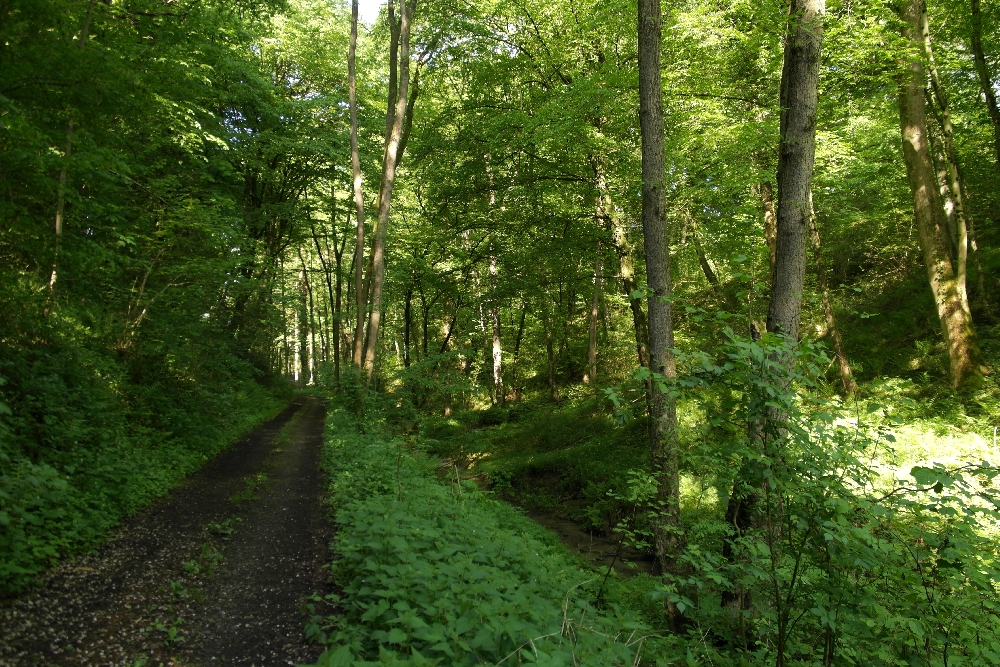

利默斯巴赫河（德語：Limersbach），是德國的河流，位於該國西部，處於北萊茵-威斯特法倫州，屬於錫格河的支流，河道全長3.9公里，流域面積2平方公里，發源自亨内夫。